# Dorfer See
Dorfer See är en sjö i Österrike.   Den ligger i förbundslandet Tyrolen, i den centrala delen av landet, 300 km väster om huvudstaden Wien. Dorfer See ligger 1 940 meter över havet.